# 1114

## Události
- leden: Matylda Anglická si bere za muže císaře Svaté říše římské Jindřicha V. Český kníže Vladislav I. zastává na této svatbě v Mohuči úřad vrchního číšníka.
- založen cisterciácký klášter Pontigny

## Narození
- Gerard z Cremony, lombardský překladatel z arabštiny († 1187)

## Hlavy států
- České knížectví – Vladislav I.
- Svatá říše římská – Jindřich V.
- Papež – Paschalis II.
- Anglické království – Jindřich I. Anglický
- Francouzské království – Ludvík VI. Francouzský
- Polské knížectví – Boleslav III. Křivoústý
- Uherské království – Koloman
- Byzantská říše – Alexios I. Komnenos
- Jeruzalémské království – Balduin I.